# Janda Iván
Janda Iván (Pozsony, 1923. július 3. – Pozsony, 2007. április 13.) iskolaigazgató tanár, karnagy.

## Élete
Tanítócsaládban született. 1944-ben Pozsonyban érettségizett, majd 1948-ban a pozsonyi Comenius Egyetem földrajz–testnevelés tanári szakán szerzett oklevelet. 1961-ben a Pedagógiai Főiskola zenei nevelés szakát is elvégezte. 1950-től a pozsonyi Magyar Pedagógiai Gimnázium tanára, 1958–1986 között a pozsonyi magyar alapiskola és gimnázium igazgatója volt. 
1956-tól egyik alapítója és karnagya volt az Ifjú Szivek énekkarának, illetve 1964-től a Csehszlovákiai Magyar Tanítók Központi Énekkarának.

## Művei
Zenei nevelés tankönyveket írt a magyar alapiskolák számára.